# 狛江ラジオ放送
狛江ラジオ放送株式会社（こまえラジオほうそう）は、東京都狛江市の一部地域を放送対象地域として超短波放送（FM放送）を営む特定地上基幹放送事業者である。
コマラジの愛称でコミュニティ放送を行っている。

## 概要
2019年（令和元年）11月開局。ロックバンド「AURA」のメンバーである松崎学（芸名：ぷりんすマーブル）が代表取締役を務める。出資比率から松崎学はマスメディア集中排除原則にいう支配関係にある。
本社・演奏所（スタジオ）は狛江市中和泉の狛江市役所向かいにある。送信所は狛江市和泉本町の狛江市防災センターにあり、特定地上基幹放送局の呼出符号はJOZZ3CS -FM、呼出名称はこまえエフエム、周波数85.7MHz。開局当初の空中線電力は2.3Wで放送区域は狛江市の一部地域。2021年（令和3年）に空中線電力を4Wに増力した。インターネット配信はJCBAインターネットサイマルラジオによる。
2019年10月の令和元年東日本台風（台風19号）の上陸時には、臨時災害放送局の免許を取得した狛江市から運用を委託される形で、コマラジの運用を休止し臨時災害放送局を運用した。
日曜深夜を含め24時間放送。自社制作番組のほかミュージックバードを放送している。

## 沿革
- 2019年（令和元年）
  - 5月30日 - 狛江ラジオ放送株式会社を設立[4]。
  - 7月31日 - 特定地上基幹放送局の予備免許取得。空中線電力は2.3W[1]。
  - 10月12日 - 狛江市が臨時災害放送局（呼出符号JOYZ3T-FM、呼出名称こまえさいがいエフエム、周波数85.7MHz（コマラジの周波数）、空中線電力2.5W）の免許を取得。臨時災害放送局として翌13日まで運用[5][6]。
  - 11月5日 - 特定地上基幹放送局の免許取得[7]。
  - 11月11日 - 開局[7]。11時11分11秒に放送開始。
- 2021年（令和3年）3月1日 - 空中線電力を4Wに増力[8]。
- 2023年（令和5年）10月1日 - インターネット配信がListenRadioからJCBAインターネットサイマルラジオへ変更される。

## 主な番組
- KOMAE AM（月 - 金　8:00 - 11:00）
  - Monday Radio Carnival（月曜日）
  - コマエム!火曜日（火曜日）
  - “WE”DNESDAY LOVES MUSIC!（水曜日）
  - 椙本滋のごぜんさま木曜日（木曜日）
  - フライデーアートサーカス（金曜日）
- Afternoon NAVI（月 - 金曜 12:00 - 14:00）
  - Good Day Monday（月曜日）
  - アフナビ火曜日（火曜日）
  - サヌカイトでシエスタ（第1・3水曜日）
  - Hitomi*＆Little Woody（第2・4水曜日）
  - ゲストパーソナリティ（第5水曜日）
  - アフナビ木曜日（木曜日）
  - アフナビ金曜日（金曜日）
- ルーシーのコマラジ応援パスポート Go Fight Win! 月 - 木 11:00 - 12:00、14:00 - 15:00、金曜 14:00 - 15:00）
- SWEET TIME PARADISE（月 - 金曜 16:00 - 18:00）
  - Megood Island（月）
  - HONEY on BERRYのUkulele Doki（火）
  - 青い鳥を探して（水）
  - glroovin’Thursday（木）
  - 金曜たまてばこ（金）
- 日本の文化のそのあした（第1・3・5週 月曜 18:00 - 19:00）
- 日本!音楽紀行（第2・4月曜　18:00 - 19:00）
- 渋沢内閣!KOMAE万博（月曜 19:00 - 20:00）
- マンデーナイトスペシャル（月曜 20:00 - 22:00）
- ムダに!!元気に!!イシオカミキ!!（月曜 21:00 - 22:00）
- 佐野元春ファンによるレディオショウ ファンタイム（月曜　22:00 - 23:00）
- MONDAY MIDNIGHT MUSIC（月曜　24:00-25:00）
- 渡邉恵子のマヤのお話致しましょ（第1・3週 火曜 18:00 - 18:30）
- コマラジわがままタイム（第2・5週 火曜 18:00 - 18:30）
- 癒シンガーがお届けする癒しの時間（第4週 火曜 18:00 - 18:30）
- ラジぼっくり（火曜　19:00 - 20:00）
- 高山正樹の火曜の夜はまんちゃひんちゃー（火曜 20:00 - 21:00）
- 朱雀はるなのMi Tesoro!（第1週 火曜 21:00 - 22:00）
- あつまれ!モス井山!（第2・5週 火曜　21:00 - 22:00）
- 吉沢深雪のアトリエにようこそ（第3週　21:00 - 21:20）
- あなたのお悩み、短歌にします！（第3週 火曜 21:30 - 22:00）
- Bar Mistress（第4週 火曜　21:00 - 22:00）
- 吠えラジ（火曜　22:00-23:00）
- コマラジわがままタイム（第2 - 5週 火曜　22:00 - 23:00）
- Radio MIX LEMONeD JELLY（火曜　23:00 - 24:00）
- hide Office FC JETS presents Radio MIX LEMONeD JELLY（火曜 23:00 - 24:00）
- X-JAPAN プレイリスト（火曜 24:00 - 25:00）
- ZEPPET STORE（火曜 25:00 - 26:00）
- おせっかいでハッピーライフ（水曜 18:00 - 18:30）
- コマラジわがままタイム（水曜 18:30 - 19:00）
- Cafe Milky Way（第2週 水曜 20:00 - 21:00）
- Pop＆Jazzy（第3・5週 水曜 21:00 - 22:00）
- オトノメラジオ（第1週 水曜　22:00 - 22:30）
- ゴスマニ☆ラジオ（第4週 水曜　22:00 - 22:30）
- コマラジわがままタイム（第1週 水曜　22:30 - 23:00）
- EMANON英里沙のミッドナイトエリチャン（水曜　23:00 - 24:15）
- 燃えろヘビメタ！炎のラジオ。（水曜 24:00 - 24:25）
- うゆちゃんのラジオ☆ミッドナイトコケコッコー（水曜 24:25 - 24:30）
- 炎のヘビーローテーション（水曜 24:30 - 25:00）
- わらいのじかん（木曜 19:00 - 19:30）
  - 聴いてちょうだい！きょうだい！！（第1・3・5週）
  - 相地学の調布で生ラジオ（第2・4週）
- わらいのじかん（木曜 19:30 - 20:00）
  - あのさぁ狛江でちょっとはなさなぁ〜い？（第1・3・5週）
  - 狛江狛犬狛ラジオ（第2・4週）
- AURA元気（木曜 20:00 - 21:00）
- 狛江交差点（木曜 21:00 - 22:00）
- IKUOのMAZE OF LIFE（木曜 22:00 - 23:00）
- Love Beer, Love Music（第1週 木曜 23:00 - 24:00）
- ugazinの100kgないからガリガリです！（第2・4週 木曜 23:00 - 24:00）
- LIVE☆STARS NEXT（第1・3・5週 木曜 24:00 - 24:30）
- 吉田純也と高原紳輔の エンタメ☆SWITCH（第2・4週 木曜 24:00 - 24:30）
- ステラリオンのラジオミルキーウェイ（第2・4週 木曜 24:30 - 25:00）
- 木曜いかがでShow！（第1・3・5週 木曜 25:00 - 26:00）
- 第一生命Presents Life is 〜幸せのかたち〜（金曜 14:00 - 15:00）
- グレート義太夫の音とい来やがれ!!（金曜 18:00 - 19:00）
- Next GATE
  - Eskimo Cheers（第1・3週 金曜 21:00 - 22:00）
  - ME音「オペラペラ」（第2、4週 金曜 21:00 - 22:00）
- 狛江からのRADIO（第1 - 3週 金曜 22:00 - 23:00）
- 狛江の歴史と未来を語る「集まれJAYCEE」狛江青年会議所（第4週 金曜　22:00 - 23:00）
- グッド・イズ・グッドのハッピー・ゴー・ラッキー!（金曜 23:00 - 24:00）
- みんなのMIX（金曜　24:00 - 25:00）
- Night Walker（第4週 金曜 25:00 - 25:30）
- コマラジわがままタイム（金曜 25:00 - 26:00）
- Mi Tesoro 朱すずめはるば ミテソーロ（第1、3、5週 土曜 9:00 - 10:00）
- 音いろ散歩（土曜 10:00 - 11:00）
- 古墳にコーフンラジオ（第1週 土曜 11:00 - 12:00）
- MahaAloha.Saturday（第3週 土曜　11:00 - 11:30）
- コマラジわがままタイム（第4週 土曜　11:00 - 11:30）
- 月刊こまえベースボール（土曜 11:30 - 12:00）
- 所太郎のより道、みち草、まわり道（土曜 12:00 - 13:00）
- 土曜の昼だ！強みラジオ☆（第1・3週土曜 13:00 - 14:00）
- やっぱり，モノづくり（第4週 13:00 - 14:00）
- ROCKIN' WEEKEND スナイパーズのハートを射抜け！（第4週 土曜 16:00 - 17:00）
- マコトとMHÚEのMixPlate（第4週 土曜 18:00 - 19:00）
- 昭和アイドルアーカイブス（第1週 土曜 19:00 - 20:00）
- 川崎祥吾のMoto(もっと)オタク全開ラジオ（第2・4週 土曜 19:00 - 20:00）
- コマラジわがままタイム（第2・4週 土曜 21:30 - 22:00）
- LONDON BLUEのReady Steady Go（第1週 土曜 22:00 - 23:00）
- シンガーソングドクターMimmyの咲かせて！Heart Rock Radio（第2週 土曜 22:00 - 22:30）
- コマラジわがままタイム（第2週 土曜 22:30 - 23:00）
- 氏神一番のイカすぜ!バンド天国（土曜 23:00 - 24:00） - 松崎学と共に「三宅裕司のいかすバンド天国」で活躍した氏神一番の番組
- We Love HIDEKI FOREVER★★★（土曜 24:00 - 25:00）
- コマラジ・オトナの学習塾（土曜 25:00 - 26:00）
- マルコの福音書講解（日曜 7:00 - 7:30）※宗教番組
- コマラジわがままタイム（日曜 7:30 - 8:00）
- 健やかラジオ　〜Life is Beautiful〜（日曜 8:00 - 8:30）
- みみめめの ゆるもふラジオ（日曜 8:30 - 9:00）
- スカイアイ放送部（仮）（第2週 日曜　11:00 - 12:00）
- PaPiTa MuSiCaの南米音楽旅行！（日曜 12:00 - 13:00）
- ASIAN CATS CAFE PrestntsWE LOVE HIDEKI FOREVER（日曜 21:00 - 22:00）
- 狛江クラシック・ラウンジ（第1・3・5週 日曜 22:00 - 23:00）
- イズミ時間（第2、4週 日曜　22:00 - 23:00）
- らじぷら（第1週 日曜 23:00 - 24:00）
- らじどる（第2週 日曜 23:00 - 24:00）
- おつコンD（第4週 日曜 23:00 - 24:00）
- ジュリアナの祟り・蕪木蓮の楽しいラジオ（日曜 24:00 - 24:25）
- 仮面女子のGUILTY★RADIO（日曜 24:25 - 25:00）

かつて放送していた主な番組
- おいでやすこがのおい!マイガー!（2020年4月 - 2021年1月）
- MEGDDO ISLAND（「SWEET TIME PARADISE」月曜担当）
- まな・ハマのこちらはいかが?（「SWEET TIME PARADISE」水曜担当）
- たまちゃんのスイパラ（「SWEET TIME PARADISE」木曜担当）
- 石塚弓子 月曜の夜に（「Our Time」第1週担当）
- 神園さやか Music Pot（「Our Time」第2週担当）
- バックステージパス（「水曜スペシャル」第1週担当）
- 音の花束（「水曜スペシャル」第2週担当）
- 溝口肇の狛江の車窓から（「水曜スペシャル」第4週担当）
- Risky Merody Live is Live